# Дескола, Филипп

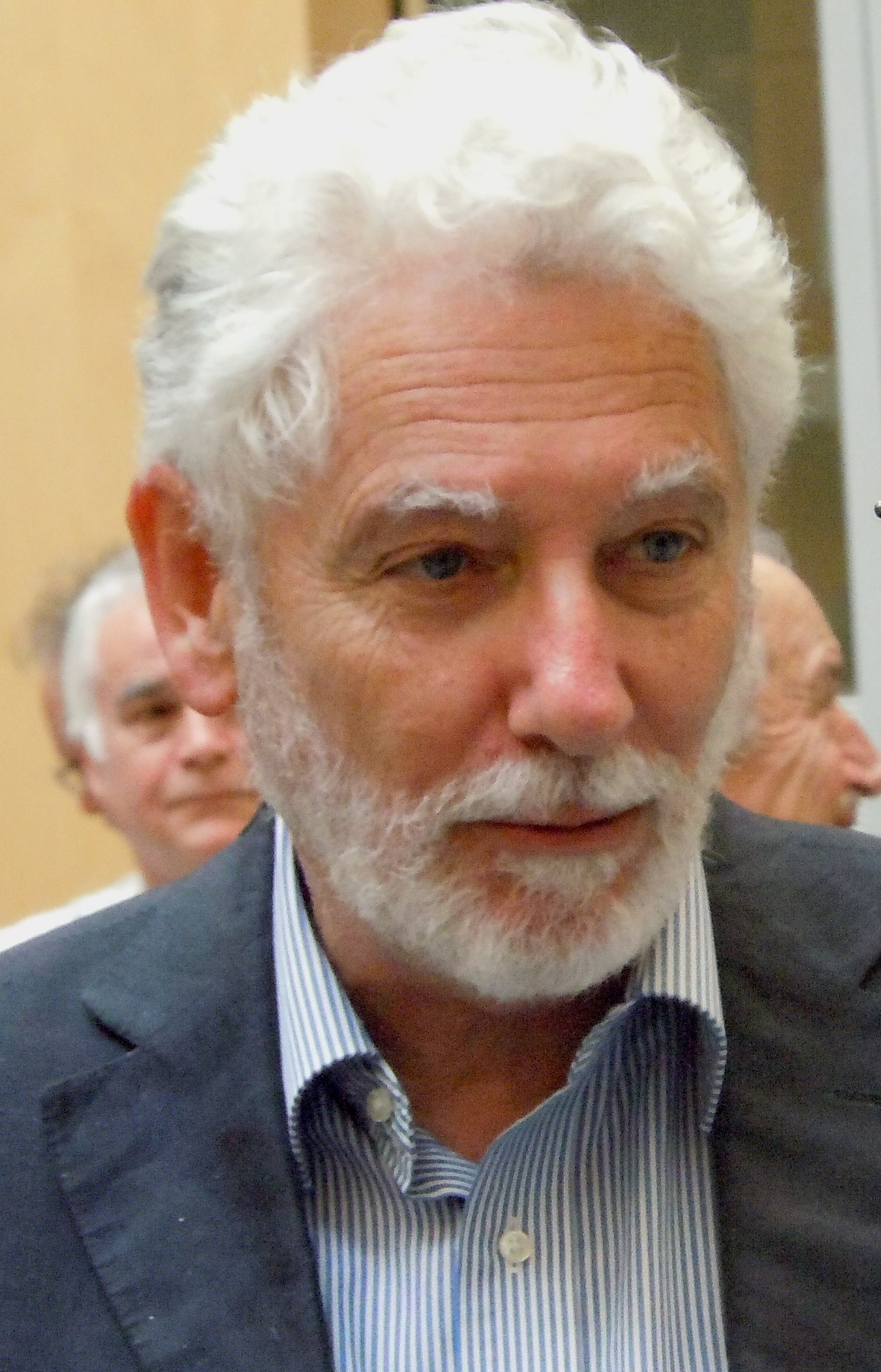
Филипп Дескола, 2011

Филипп Дескола (фр. Philippe Descola,  19 июня 1949, Париж) – французский антрополог. Профессор антропологии природы в Коллеж де Франс и директор лаборатории социальной антропологии.

## Биография
Закончил École normale supérieure de Fontenay-Saint-Cloud в Лионе. Над докторской диссертацией работал в École pratique des hautes études под руководством Клода Леви-Стросса (защитил её в 1983). Проводил полевые исследования племени ачуар в Эквадоре (1976-1979). Предметом исследования были отношения членов племени с миром нечеловеческого.
Преподаёт в Высшей школе социальных наук. Возглавляет кафедру антропологии природы в Коллеж де Франс (2000?). С 2010 – директор Лаборатории социальной антропологии, основанной в 1960 Леви-Строссом.
Признание
- Серебряная медаль Национального центра научных исследований (1996)
- Золотая медаль Национального центра научных исследований (2012)[9]

## Труды
- La Nature domestique : symbolisme et praxis dans l'écologie des Achuar. Paris : Ed. de la Maison des sciences de l'homme, 1986
- Les Idées de l'anthropologie.  Paris, Armand Colin, 1988 (в соавторстве)
- Les Lances du crépuscule: relations Jivaros. Haute-Amazonie. Paris, Plon, 1993 (переиз. 1994, 2000, 2006)
- Par-delà nature et culture. Paris, Gallimard, 2005

Публикации на русском языке
- По ту сторону природы и культуры / Пер. с франц. под общ. ред. С. Рындина. М.: Новое литературное обозрение, 2012